# Spada d'oro al coraggio

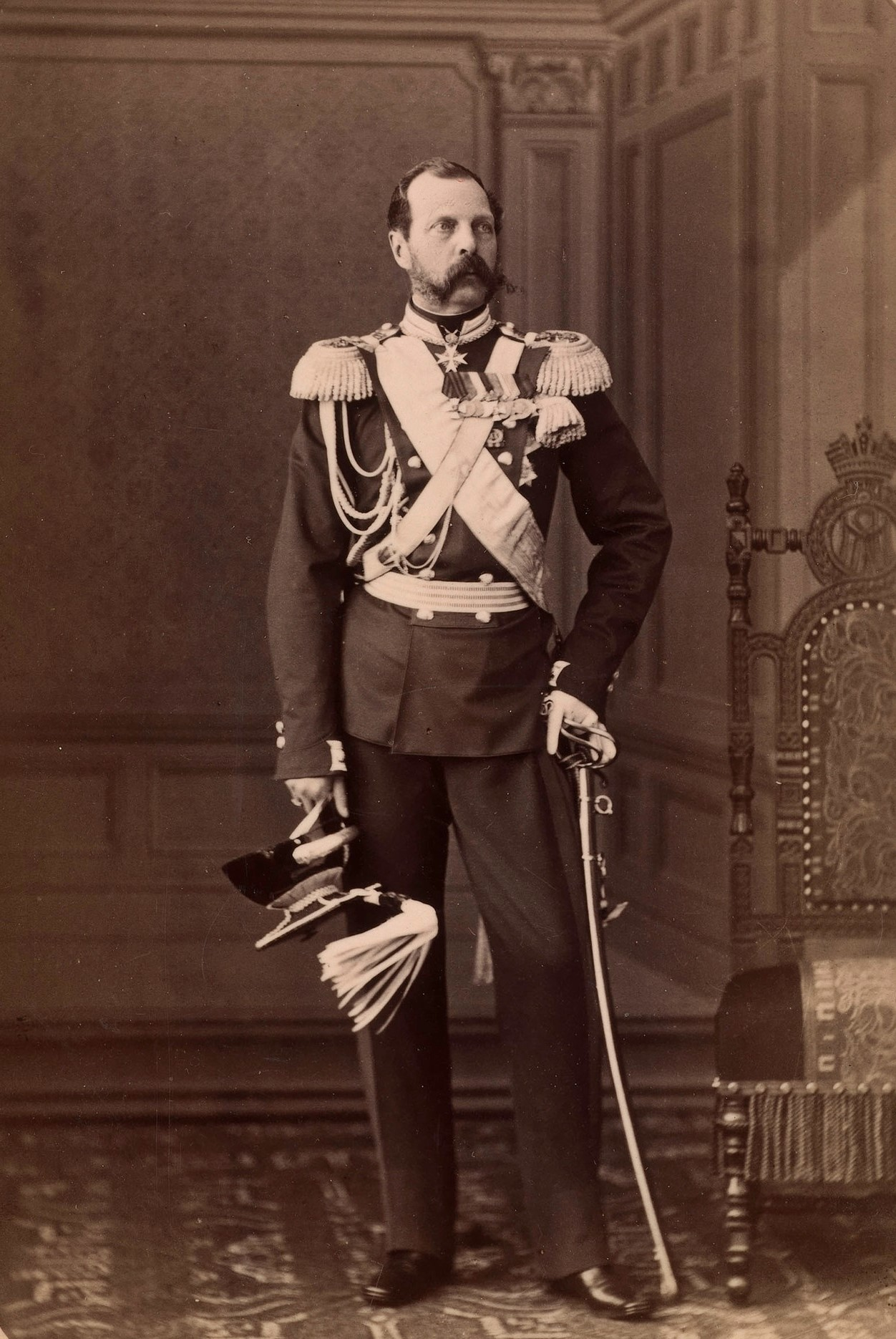
Lo zar Alessandro II con la Spada d'Oro.

La Spada d'oro al coraggio o Spada di San Giorgio era una delle più alte onorificenze militari dell'Impero russo. L'insegna veniva conferita direttamente dalle mani dello zar o della zarina il che conferiva agli insigniti il diritto di indossarla con la loro uniforme.

## Storia

### Il XVIII secolo
L'assegnazione delle armi come onorificenza è una pratica utilizzata sin da tempi antichi ma la prima segnalazione di questa tradizione in Russia viene attestata al XVII secolo. Il museo di stato della tenuta imperiale di Carskoe Selo conserva infatti ancora oggi una sciabola del Seicento la cui lama porta l'iscrizione: "Sua Maestà, Re e Gran Duca di tutte la Russie Mikhail Fedorovich concede questa spada a Bogdan Matveeva Khitrovo". Al di la di questo primo esempio che è da alcuni stato ritenuto un omaggio di riconoscenza a un civile meritevole, la concessione di spade d'oro come riconoscimento militare viene attestato all'epoca di Pietro I il Grande (1682-1725).
Lo zar Pietro I, infatti, concesse la prima spada d'oro il 27 luglio 1720 al principe Michail Golicyn il quale aveva sconfitto una squadra di navi svedesi presso l'isola di Grengam e la motivazione fu "come segno della sua attività militare, una spada d'oro, con ricchi ornamenti di diamanti". Golicyn ebbe il merito nello scontro di aver assalito con la sua nave una nave di linea e quattro fregate distruggendole.
A questo primo premio seguirono altre spade concesse a valenti militari, alcune prive di pietre preziose, altre con iscrizioni differenti (ad esempio "Per il coraggio" o semplicemente "Coraggio" o addirittura la descrizione completa dell'atto di coraggio). Nel XVIII i vari zar e zarine regalarono un totale di 300 spade di cui 80 con diamanti. 250 spade vennero assegnate solo durante il regno di Caterina II.
Oltre a rappresentare un simbolo di riconoscenza, gli oggetti erano di grande valore come ad esempio la spada del feldmaresciallo Rumyantsev (1775) venne stimata del valore di 10.787 rubli.
Nel giugno del 1788 durante la guerra contro i turchi venne documentata la concessione di questa onorificenza per la prima volta a ufficiali non generali, tutte standard con la scritta "Per il coraggio" e con riportati i motivi dell'assegnazione. Nel 1790 le assegnazioni erano giunte ad 84 col prezzo di 560 rubli ciascuna (all'epoca tale prezzo corrispondeva all'acquisto di una mandria di cavalli).
Nel museo della storia dei cosacchi del Don nella città di Novocherkassk è conservata ancora oggi la spada del generale Platov che gli venne concessa dalla zarina Caterina II per la campagna di Persia del 1796: l'oggetto è particolarmente prezioso in quanto la lama è realizzata in acciaio di Damasco, mentre l'elsa venne realizzata in oro zecchino e decorata con 130 tra smeraldi e diamanti. Sul retro si trovava la scritta "al valore". Il fodero, in legno ricoperto di velluto, è decorato con 306 tra diamanti, rubini e cristalli di rocca.

### Il XIX secolo
Durante il regno di Paolo I non vennero consegnate spade d'oro in quanto egli sostituì tale costosa onorificenza con l'Ordine di Sant'Anna. La concessione delle spade d'oro venne ripresa nel 1805 sotto il governo dello zar Alessandro I.
Il 28 settembre 1807 la spada d'oro venne ufficialmente riconosciuta come onorificenza di stato e pertanto venne per la prima volta regolamentata da norme interne che la svincolarono unicamente dalla concessione ad opera dello zar e ne definirono tre differenti tipi:
- Spada d'oro "per il coraggio" con diamanti
- Spada d'oro "per il coraggio"
- Spada di Sant'Anna, concessa dal III grado dell'Ordine omonimo (dal 1815 dal IV grado).

L'ultima di queste tre tipologie era ritenuta spuria rispetto alla concessione della spada d'oro in quanto l'onorificenza era formalmente appartenente all'Ordine di Sant'Anna e veniva applicata talvolta agganciata a una qualsiasi delle spade o sciabole in dotazione all'insignito. A partire dal 1829 sull'acciaio di queste lame, al momento della concessione, venne riportata l'iscrizione "per il coraggio".
Durante la Guerre napoleoniche venne prodotto un gran numero di spade d'oro di cui 241 assegnate solo nel periodo del 1812 per poi arrivare al numero di 685 durante le campagne estere dell'esercito russo tra il 1813 ed il 1814.
A partire dal 1855 la spada d'oro come onorificenza venne slegata dall'Ordine di Sant'Anna e unita piuttosto a quello di San Giorgio con l'aggiunta di un nastro coi colori di quest'ultimo ordine all'elsa della spada stessa.
Nel 1859 si stabilì che per ottenere la spada d'oro bisognasse disporre almeno del grado di tenente o capitano e che l'ufficiale dovesse almeno essere insignito del IV grado dell'Ordine di Sant'Anna o dell'Ordine di San Giorgio. Per tutti i generali insigniti della spada d'oro vennero previsti i diamanti.
Dal 1º settembre 1869 venne stabilito che la spada d'oro venisse assegnata ex officio a tutti i cavalieri dell'Ordine di San Giorgio di qualsiasi grado, sebbene essa continuasse di fatto a rivestire un ruolo di distinzione indipendente. Si colse l'occasione in tale data per fare un censimento delle onorificenze di spade d'oro concesse con un totale di 3384 agli ufficiali e 162 ai generali. Dal 1878 venne stabilito che tutti i generali che avessero diritto alla spada d'oro con diamanti dovessero provvedervi a proprie spese il che diversificò notevolmente le varie concessioni oltre al fatto che questo portò molti generali a sostituire la classica spada in oro e pietre preziose con una normale sciabola alla quale veniva applicata nelle occasioni più solenni la croce dell'Ordine di San Giorgio fissata all'elsa con un nastro.
La spada d'oro, soprattutto nei momenti di crisi relativi alle guerre di fine Ottocento, divenne una decorazione sempre più esclusiva dal momento che il costo estremo nel realizzare una spada cerimoniale interamente in oro comportava spesso problemi non indifferenti da parte degli insigniti, limitandosi perlopiù all'iscrizione "per il coraggio" sulla lama.

### Il XX secolo
Durante la guerra russo-giapponese del 1904-1905, la spada d'oro "per il coraggio" decorata con diamanti venne consegnata a quattro generali, mentre la versione senza pietre preziose venne destinata a 406 ufficiali meritevoli.
Nel 1913 venne approvato un nuovo statuto per la decorazione che prevedeva l'apposizione di una croce dell'Ordine di San Giorgio a smalti bianchi incisa direttamente sull'elsa della spada concessa, di dimensioni 17 × 17 mm. Lo statuto stabil' inoltre che non era necessario realizzare in oro l'arma, ma che fosse concesso semplicemente dorarla mentre risultò obbligatorio porre sulla lama la scritta "per il coraggio". Venne ribadito inoltre che le versioni in oro e diamanti venivano concesse solo a spese dell'insignito.
Durante il periodo della prima guerra mondiale solo otto persone ricevettero questa onorificenza: il granduca Nikolaj Nikolaevich, Vladimir Irmanov, Samedbek Sadyhbek Mehmandarov, Sergej F. Dobrotin, Platon A. Lechitsky, Peter Kalitin, Aleksej Alekseevič Brusilov e Anton Ivanovič Denikin.
L'onorificenza cessò di essere concessa dopo il crollo dell'Impero russo con la fine della prima guerra mondiale.

## Insigniti notabili
- Pavel Petrovič Liprandi
- Pëtr Andreevič Šuvalov
- Fëdor Grigor'evič Orlov
- Johann von Michelsohnen
- Ernesto Costantino d'Assia-Philippsthal
- Johan Laidoner
- Giorgio Giovanni Zuccato
- Pëtr Petrovič Dolgorukov jr.